# Mesochorus pizzighettoneus
Mesochorus pizzighettoneus là một loài tò vò trong họ Ichneumonidae.